# Maculinea sergeji
Maculinea sergeji är en fjärilsart som beskrevs av Obraztsov 1936. Maculinea sergeji ingår i släktet Maculinea och familjen juvelvingar. Inga underarter finns listade i Catalogue of Life.